# Подмаренник герцинский
Подмаренник герцинский (лат. Galium saxatile) — вид многолетних травянистых растений из рода Подмаренник семейства Мареновые. Широко распространён только в Центральной Европе.

## Ботаническое описание
Многолетнее травянистое растение высотой от 10 до 30 см. Стебель голый четырёхгранный, растёт либо поникшим — в случае нецветущих побегов, либо вертикальным — в случае цветущих побегов. В сухом состоянии всё растение становится более или менее чёрным. Мелко сетчатые и плоские листья обычно располагаются на стебле в виде витков по шесть штук. Нижние — обратнояйцевидные, верхние — ланцетные. Они односторонне жилкованные и наиболее широкие в центре. По краю имеют направленные вперёд зубцы.
Цветоножки немного длиннее цветков, тупой, четырёхлопастный, белый венчик которых достигает 2-3 мм в ширину. Тонко заострённые плоды длиной около 1,5 мм сидят на прямых плодоножках.
Цветение в Северном полушарии приходится в основном на июль и август.
Число хромосом 2n = 22 или 44.

## Распространение и требования к среде обитания
Встречается в Европе и на Азорских островах, распространён в основном в Западной и Центральной Европе. Его распространение значительно сокращается к востоку, но доходит до центральной России. В Германии этот вид распространён на севере и западе региона. Galium saxatile редок в Австрии и Швейцарии.
Растёт на травянистых лугах, карликовых кустарниковых пустошах и в разреженных сосновых, дубовых и еловых лесах. Предпочитает свежие, кислые, малоизвестковые и богатые гумусом песчаные или супесчаные почвы. В Центральной Европе является характерным видом порядка Nardetalia, но также встречается в сообществах ассоциации Quercion roboris, в Luzulo-Fagetum или Luzulo-Abietetum.

## Систематика
Выделяют две разновидности:
- Galium saxatile var. saxatile: встречается в Европе и на Азорских островах
- Galium saxatile var. vivianum (Kliphuis) Ortega Oliv. & Devesa (син.: Galium hercynicum subsp. vivianum Kliphuis): встречается в центральной и северной Португалии, а также в северо-западной и центральной Испании.